# Арино (Венеција)
Арино (итал. Arino) је насеље у Италији у округу Венеција, региону Венето.
Према процени из 2011. у насељу је живело 2063 становника. Насеље се налази на надморској висини од 3 м.